# Emmanuel Marbeau
Emmanuel-Jules-Marie Marbeau, né le 12 novembre 1844 à Paris et mort le 31 mai 1921 à Meaux, est un prélat français, évêque de Meaux de 1910 à 1921.

## Biographie
Emmanuel Marbeau naît dans une famille d'industriels. Il fait des études de droit avant d'entrer au séminaire.
Il est ordonné prêtre pour le diocèse de Paris le 3 juin 1871. D’abord à Saint-Germain de Charonne, puis vicaire à Saint-Roch dès octobre 1871, il passe à Saint-Pierre de Chaillot en janvier 1885. Nommé curé de Saint-Honoré d'Eylau en février 1889, il est attentif aux organisations charitables. Il est nommé chanoine honoraire de Paris à partir du 19 janvier 1901. Il se consacre à l'édition d'un missel pour les fidèles, qui sera ensuite réédité plusieurs fois. Il traduit du latin le Catéchisme du Concile de Trente.
Il est nommé évêque de Meaux le 8 février 1910, consacré évêque le 3 mai 1910 par Léon-Adolphe Amette, archevêque de Paris.
Après la Catastrophe ferroviaire de Melun du 4 novembre 1913, on le voit sur les lieux pour encourager les blessés et bénir les cadavres des défunts.

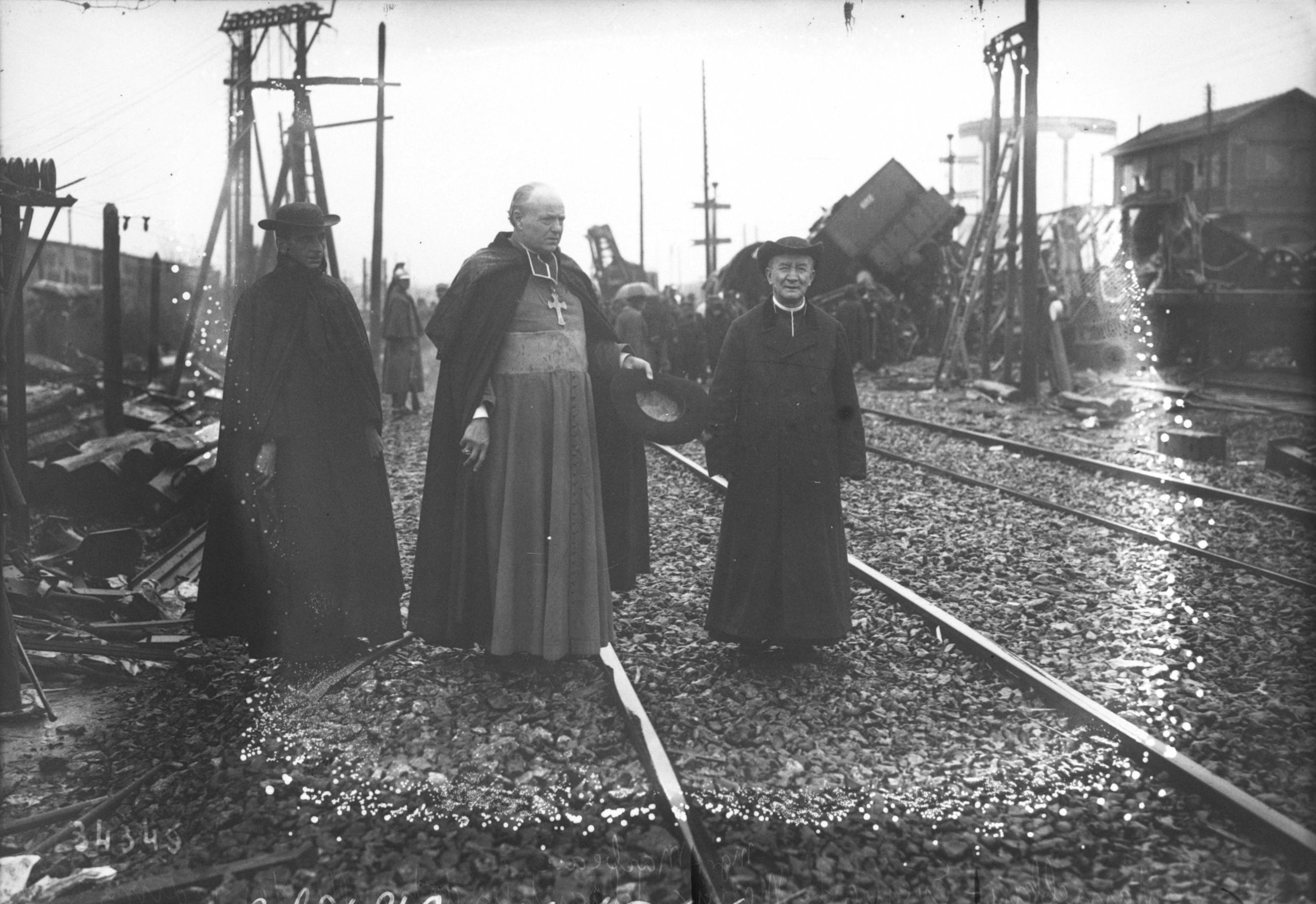
Monseigneur Marbeau, évêque de Meaux, sur les lieux de la catastrophe de Melun

En 1914, il se montre très présent lors des mobilisations et attentif aux réfugiés. Pendant la Première Bataille de la Marne, en tant qu'évêque de Meaux, Emmanuel Marbeau contribue aux secours à la population, et fait un vœu pour que la ville soit épargnée. En septembre 1915, il organise un pèlerinage dans la commune de Barcy pour célébrer le « Miracle de la Marne » et décide d'y élever un monument commémoratif.
Le 31 octobre 1920, en reconnaissance de son action, Emmanuel Marbeau est fait Chevalier de la Légion d’Honneur. Sa médaille lui est remise le 14 décembre 1920 par son frère Edouard Marbeau,.
Affaibli par la maladie, il meurt le 31 mai 1921. Il est enterré, selon l'usage, dans le caveau des évêques dans le chœur de la cathédrale de Meaux. Dans le sanctuaire, sur la gauche, une plaque de marbre noir porte son nom ainsi que celui de quatre autres évêques inhumés dans le caveau.

## Œuvres
- Union des œuvres ouvrières catholiques. Congrès de Lyon. Monographie de l'Œuvre des crèches, par l'abbé Emmanuel Marbeau, Paris, impr. de V. Goupy, 1875, 8 p., In-8° (BNF 30875790).
- Paul Déroulède, quelques souvenirs, par Mgr Marbeau, Paris, 5, rue Bayard, 1909, 21 p., In-16 (BNF 30875787).
  - Réédition : A la grande mémoire de Paul Déroulède, quelques précieux souvenirs, par Mgr Marbeau, Meaux, impr. G. Lepillet, 1919, 16 p., In-8 ° (BNF 36566420).
- La Sainte messe pour tous, accompagnée des prières quotidiennes, vêpres et salut du T. S. Sacrement. Extrait du "Paroissial des fidèles" par M. l'abbé Marbeau, Paris, Saint-Honoré d'Eylau, coll. « collection de la Cité paroissiale », 1909, 238 p., In-24 (BNF 30875789).
- Avant, pendant et après la bataille de la Marne : souvenirs de Meaux, Paris, Édition spéciale de la "Revue hebdomadaire", 1915, 36 p., in-8 (BNF 36566421).
  - Réédition : Souvenirs de Meaux avant, pendant, et après la bataille de la Marne : augmentés de lettres inédites [Mgr Emmanuel Marbeau],.... Suivi de Souvenirs personnels de la bataille de la Marne [par Théophile Marie Nicolas Forme] (Damien Blanchard éd.), Monceaux-les-Meaux, Fiacre, 2007, 76 p., 24 cm (ISBN 978-2-917231-00-5, EAN 9782917231005, BNF 41071888).
- Le Pape, Paris, Maison de la Bonne Presse, 1916, 61 p., In-16 (BNF 30875785).

### Comme traducteur
- Concile de Trente (trad. Emmanuel Marbeau), Catéchisme du saint concile de Trente, Paris, Société S. Jean l'Evangéliste, coll. « Bibliothèque de la vraie et solide piété », 1905, 827 p., in-24 (BNF 33286075).
  - Réédition : Catéchisme du Concile de Trente (trad. Mgr Emmanuel Marbeau et le chanoine A. Carpentier), Paris, Dominique Martin Morin, 1978, 582 p., 22 cm (BNF 34656923). De nouveau en 1984 (BNF 34764899), 2004 (BNF 39136059)

### Comme éditeur scientifique
- Le Rituel des fidèles, ou Paroissial populaire, abrégé du "Paroissial des fidèles", par M. Marbeau, Paris, Société S. Jean l'Évangéliste, coll. « Bibliothèque de la vraie et solide piété », 1905, XL-400-29 p., In-24 (BNF 30875788).
  - Réédition : Le Rituel des fidèles ou Manuel du chrétien (publié par Mgr Emmanuel Marbeau), Paris - Tournai - Rome, Société de S. Jean l'Evangéliste , Desclée, 1927 (vers), XLIX-III-476 p., 14 cm (BNF 35163824).
- François de Sales (Publié par Emmanuel Marbeau), L'Esprit de S. François de Sales, Paris, Société S. Jean l'Evangéliste, coll. « Collection de la cité paroissiale » (no 2), 1908, 784 p., In-24 (BNF 32125513).
- Le Paroissial des fidèles, par Mgr Emmanuel Marbeau, Paris, Société S. Jean l'Évangéliste, coll. « Bibliothèque de la vraie et solide piété », 1911, LIV-1405 p., In-24 (BNF 30875786).
- Bossuet, Jacques Bénigne (Collection de Mgr. Emmanuel Marbeau), La Doctrine chrétienne : Les vérités / Bossuet, Paris, Société S. Jean l'Evangéliste, coll. « Bibliothèque de la vraie et solide piété », 1913, LXVIII-774-4 p., in-24 (BNF 31848706).